# نينا بيدوف
نينا بيدوف (بالصربية: Нина Бједов)‏ مواليد 18 مايو 1971 في بلغراد، جمهورية يوغوسلافيا الاشتراكية الاتحادية، هي لاعبة كرة سلة صربية معتزلة. حققت المركز الثاني في كأس العالم لكرة السلة للسيدات 1990. اعتزلت اللعب في 2005. لعبت مع لوس أنجلوس سباركس في الاتحاد الوطني لكرة السلة النسائية ونادي بورجيز لكرة السلة للسيدات في الدوري الفرنسي لكرة السلة للسيدات.

## الميداليات
| الميدالية | المسابقة                           |
| --------- | ---------------------------------- |
| فضية      | كأس العالم لكرة السلة للسيدات 1990 |

## روابط خارجية
- نينا بيدوف على موقع الاتحاد الدولي لكرة السلة (الإنجليزية)
- نينا بيدوف على موقع الاتحاد الوطني لكرة السلة النسائية (الإنجليزية)
- نينا بيدوف على موقع كرة السلة الأوروبية.كوم (الإنجليزية)
- نينا بيدوف على موقع سبورتس رفرنس (الإنجليزية)